# Витигис
Витигис или Витихис (Vitigis, Witichis, Witiges, Vitiges, Vitige; * ок. 470/ 480 † ок. 542) e от 536 до 540 г. крал на остготите.

## Произход и управление
Той е син на Валтарис от Faesulae (днешен Фиезуле в Тоскана).
Витигис е херцог и не е от династията на Амалите. Той е военен с успехи от 530 г. и кралски гвардеец. Провъзгласен е за крал на остготите на мястото на Теодахад на голямото военно събиране на готите в Терачина от войската при извадени мечове more maiorum на Schild. Убива крал Теодахад.
Витигис е вече женен от 518 г. за Раутгундис. Витигис, защото не е от Амалите, се жени през 537 г. за Матазуента, сестра на Аталарих, единствена дъщеря на вестготския княз Еутарих и Амалазунта и внучка на остготския крал Теодорих Велики.
Витигис дава по външнополитически причини през 537 г. Прованс на франките и очаква затова напразно тяхната помощ. Той води остготите в отбранителната война против източноримските войски на император Юстиниан I. През 537/ 538 обсажда напразно Рим, в който е влязъл Велизарий. Когато положението на готите става все по-лошо, Витигес, според Прокопий, изпраща тайно послание в Персия, за да убеди Сасанидите в нападение на римските източни провинции. През 540 г. Хосров I наистина напада Източен Рим, но тогава вече е късно за Витигес. През май 540 Велизарий превзема без битка Равена и пленява Витигис. Според Прокопий, Витигис се съгласява с готските благородници, да даде на Велизарий императорската титла за запада.
Витигис е отвлечен заедно с жена му и други готски аристократи и царската хазна на Теодорих в Константинопол. Там се отнасят с него с много чест. Юстиниан I го провъзглася за patricius и му дава голяма пенсия. Така свършва първата фаза на готската война.

## Други
- Витиггис е главен герой в историческия роман на Феликс Дан „Борбата за Рим“ (Ein Kampf um Rom, изл. 1876 г.). Текст на немски в Gutenberg project Текст на немски в buecherquelle.com Архив на оригинала от 2007-10-07 в Wayback Machine.
- „Борбата за Рим“ – филм, сниман през 1966 от Robert Siodmak, м. др. с Orson Welles като Юстиниан I, Laurence Harvey като Cethegus, Florin Piersic като Витигис.
- „Борбата за Рим“ I (1968 г.), TV